# Rhaphiptera triangulifera
Rhaphiptera triangulifera är en skalbaggsart som beskrevs av Lane 1974. Rhaphiptera triangulifera ingår i släktet Rhaphiptera och familjen långhorningar. Inga underarter finns listade i Catalogue of Life.